# David H. Keller
David Henry Keller (geboren am 23. Dezember 1880 in Philadelphia; gestorben am 13. Juli 1966 in Stroudsburg, Pennsylvania) war ein amerikanischer Psychiater und Science-Fiction-Autor.

## Leben
Keller studierte Medizin an der Perelman School of Medicine der University of Pennsylvania in Philadelphia und spezialisierte sich anschließend auf Psychiatrie. 1903 hatte er geheiratet. Während des Ersten Weltkriegs behandelte er Opfer von Trauma und Kriegsneurose. Während des Zweiten Weltkriegs arbeitete er im Rang eines Colonels an der Army Chaplain’s School an der Harvard University. Bis 1928 arbeitete er an verschiedenen Kliniken in Illinois, Louisiana, Tennessee und Pennsylvania.
1928 war eine erste Erzählung Kellers in Hugo Gernsbacks Magazin Amazing Stories erschienen und Keller wurde ein regelmäßiger Autor von Amazing Stories und Weird Tales. Anders als die, was die technische Entwicklung betrifft, durchaus optimistisch gestimmten zeitgenössischen SF-Kollegen, war Kellers Perspektive eher konservativ-pessimistisch. Das zeigt sich schon in Kellers erster Erzählung The Revolt of the Pedestrians, in dem die Beine der hypermobilisierten Amerikaner der Zukunft atrophiert und „Fußgänger“ eine Klasse verfolgter und verachteter Vogelfreier geworden sind. Diese rächen sich, indem sie die Elektrizitätsversorgung sabotieren, woraufhin die Automobilkultur und mit ihr die Automobilisten dem Untergang geweiht sind. Bei Keller bekommt nämlich, wer die Gefahren der Technik missachtet, nicht etwa nur – eventuell lösbare – Probleme, sondern wird ausgelöscht.
Man hat Keller als typischen Vertreter der Gernsback-Jahre der Science-Fiction charakterisiert, insofern der Sense of Wonder das wesentliche Element war, während eine logische und konsistente Ausgestaltung einer Annahme („Was wäre, wenn …“) demgegenüber nachrangig war.
Keller wird heute zwar hauptsächlich als SF-Autor gesehen, seine Horrorerzählungen sind aber durchaus bemerkenswert und weniger verstaubt als seine SF. Beispielsweise wurde seine Erzählung The Thing in the Cellar (1932, deutsch als Da unten ist nichts!) über 30 mal anthologisiert und nachgedruckt und mehrfach übersetzt. 
Diese Weird Fiction Kellers war es wohl auch, die ihm in Frankreich die Anhängerschaft von Regis Messac erwarb, der dort Erzählungen Kellers in der Zeitschrift Les Primaires veröffentlichte.
Eine Auswahl von Kellers Horrorerzählungen erschien 2015 gesammelt in The Golden Age of Weird Fiction Megapack: Volume 5. Keller gehörte auch zu den frühen Bewunderern von H. P. Lovecraft. Sam Moskowitz zufolge soll ein Darlehen Kellers einmal den Lovecraft-Verlag Arkham House vor dem Bankrott gerettet haben.
Neben seinen belletristischen Arbeiten verfasste Keller auch zahlreiche Beiträge für populäre Magazine wie Your Body und Facts of Life zu Fragen der Gesundheit und Hygiene, außerdem war er Autor eines zehnbändigen populär-sexologischen Werkes.
1966 starb Keller im Alter von 85 Jahren. Sein Nachlass befindet sich in der David H. Keller Collection des Swarthmore College.

## Bibliographie
The Menace (Taine-Kurzgeschichtenserie)
- 1 The Menace (1928)
- 2 The Gold Ship (1928)
- 3 The Tainted Flood (1928)
- 4 The Insane Avalanche (1928)

Taine (Kurzgeschichtenserie)
- 2 The Feminine Metamorphosis (1929)
- 3 Euthanasia Limited (1929)
- 4 A Scientific Widowhood (1930)
- 5 Burning Water (1930)
- 6 Menacing Claws (1930)
- 7 The Cerebral Library (1931)
- 8 The Tree of Evil (1934)
- 9 Island of White Mice (1935)
- 10 Wolf Hollow Bubbles (1934)
- The Temple of Death (1970)

The Conquerors (Romanserie)
- 1 The Conquerors (1929)
- 2 The Evening Star (1930)

Wing Loo (Kurzgeschichtenserie)
- The Ambidexter (1931)
- The Steam Shovel (1931)

Tales from Cornwall (Kurzgeschichtenserie)
- 1 The Oak Tree (1969)
- 2 The Sword and the Eagle (1969)
- 3 Raymond the Golden (1969)
- 4 The Thirty and One (1938)
- 5 The Battle of the Toads (1929)
- 6 The Tailed Man of Cornwall (1929)
- 7 No Other Man (1929)
- 8 The Bride Well (1930)
- 9 Feminine Magic (1970)
- 10 The Key to Cornwall (1941)

Romane
- The Human Termites (1929, 1979)
- The Time Projector (1931, mit David Lasser)
- The Metal Doom (1932)
- The Waters of Lethe (1937)
- The Sign of the Burning Hart (1938)
- The Television Detective (1938)
- The Devil and the Doctor (1940)
- The Abyss (1948)
- The Eternal Conflict (1949)
- The Homunculus (1949)
- The Lady Decides (1950)

Sammlungen
- Life Everlasting and Other Tales of Science, Fantasy and Horror (1947)
- The Solitary Hunters and The Abyss (1948)
- Tales from Underwood (1952)
- The Folsom Flint and Other Curious Tales (1969)
- The Last Magician (1978)
- Keller Memento (2010)
- The Threat of the Robot and other Nightmarish Futures (2012)
- The Twelfth Golden Age of Science Fiction Megapack (2014)
- The Golden Age of Weird Fiction Megapack: Volume 5 (2015)

Kurzgeschichten
- The Revolt of the Pedestrians (1928)
- The Yeast Men (1928)
- A Biological Experiment (1928)
- The Little Husbands (1928)
- The Dogs of Salem (1928)
- Unlocking the Past (1928)
- Stenographer’s Hands (1928)
- The Psychophonic Nurse (1928)
- The Thought Projector (1929)
- The Jelly-Fish (1929)
- The Worm (1929)
- The Damsel and Her Cat (1929)
- The Threat of the Robot (1929)
- The Bloodless War (1929)
- The Boneless Horror (1929)
- The Flying Fool (1929)
  - Deutsch: Der fliegende Narr. In: Ronald M. Hahn, Wolfgang Jeschke (Hrsg.): Titan 17. Heyne SF&F #3847, 1981, ISBN 3-453-30776-3.
- White Collars (1929)
- The Eternal Professors (1929)
- Air Lines (1930)
- A Twentieth Century Homunculus (1930)
- Creation Unforgivable (1930)
- The Flying Threat (1930)
- The Ivy War (1930)
- The Moon Rays (1930)
- Boomeranging 'Round the Moon (1930)
- Service First (1931)
- The Seeds of Death (1931)
- The Sleeping War (1931)
- Free as the Air (1931)
- Half-Mile Hill (1931)
- The Rat Racket (1931)
- The Hidden Monster (1932)
- The Pent House (1932)
- The Thing in the Cellar (1932)
  - Deutsch: Da unten ist nichts!. In: Frank Festa (Hrsg.): Die graue Madonna. Festa Horror TB #1521, 2007, ISBN 978-3-86552-061-6.
- The Last Magician (1932)
- No More Tomorrows (1932)
- Unto Us a Child is Born (1933)
- The Tree Terror (1933)
- A Piece of Linoleum (1933, auch als Amy Worth)
  - Deutsch: Ein klarer Fall von Selbstmord. In: Alden H. Norton (Hrsg.): Ein Totenschädel aus Zucker. Heyne Allgemeine Reihe #867, 1971.
- Cosmos: Chapter 2: The Emigrants (1933)
- Life Everlasting (1934)
- Men of Avalon (1934)
- The Golden Bough (1934)
- The Solitary Hunters (1934)
- The Lost Language (1934)
- The Literary Corkscrew (1934)
- The Dead Woman (1934)
- Binding Deluxe (1934)
- The Doorbell (1934)
- Rider by Night (1934)
- One-Way Tunnel (1935)
- The Life Detour (1935)
- The Living Machine (1935)
- The White City (1935)
- The Typewriter (1936)
- The Perpetual Honeymoon (1936)
- Tiger Cat (1937)
- The Fireless Age (1937)
- Waters of Lethe (1937)
- Valley of Bones (1938)
- The Mother (1938)
- Dust in the House (1938)
- The Moon Artist (1939)
- No More Friction (1939)
- The Toad God (1939)
- Lords of the Ice (1939)
- The Chestnut Mare (1940)
- The Goddess of Zion (1941)
- Calypso’s Island (1941)
- Speed Will Be My Bride (1941)
- The Red Death (1941)
- The Pit of Doom (1942)
- Death of the Kraken (1942)
- The Bridle (1942)
- The Growing Wall (1942)
- Bindings Deluxe (1943)
- Heredity (1947)
  - Deutsch: Eine anständige Familie. In: Kurt Luif (Hrsg.): Eine Braut fürs Jenseits. Heyne Allgemeine Reihe #832, 1971. Auch als: Erbanlagen. In: Charles G. Waugh, Martin Greenberg (Hrsg.): Vampire. Bastei Lübbe Allgemeine Reihe #13134, 1988, ISBN 3-404-13134-7.
- The Face in the Mirror (1947)
- The Last Frontier (1948)
- The Perfumed Garden (1948)
- Victory of Shadows (1948)
- The Killer (1948)
- Granny's Last Meal (1948)
- The Door (1949)
- The Final War (1949)
- Chasm of Monsters (1951)
- The Plot Machine (1951)
- Fingers in the Sky (1952)
- Sarah (1952)
- The Folsom Flint (1952)
- The God Wheel (1952)
- The Opium Eater (1952)
- The Star (1952)
- The Folsom Man (1952)
- The Golden Key (1953)
- The Question (1953)
- In Memoriam (1962)
  - Deutsch: Ein Totenschädel zur Erinnerung. In: August Derleth (Hrsg.): Rendezvous mit dem Würgeengel. Pabel (Vampir Taschenbuch #36), 1976.
- Figment of a Dream (1962)
- The Landslide (1969)
- The Twins (1969)
- The House Without Mirrors (1980)
- The Purblind Prophet (1999, mit Paul Spencer)
- The Beautiful Lady (2000)

Lyrik
- Songs of a Spanish Lover (1924, als Henry Cecil)

Sachliteratur
- The Kellers of Hamilton Township: A Study in Democracy (1922)
- The Sexual Education Series (1928), 10 Bde.:
  - Companionate Marriage, Birth Control, Divorce, Modern Home Life
  - Diseases and Problems of Old Age
  - Love, Courtship, Marriage
  - Mother and Baby
  - Sex and Family Through the Ages
  - Sex and Society
  - Sexual Diseases and Abnormalities of Adult Life
  - The Sexual Education of the Young Man
  - The Sexual Education of the Young Woman
  - The Sexual Life of Men and Women after Forty
- Know Yourself! Life and Sex Facts of Man, Woman, and Child (1930)
- Portfolio of Anatomical Manikins (1932)
- Picture Stories of the Sex Life of Man and Woman (1941)